# Сила Магнума (фільм)
«Сила Магнума» (англ. Magnum Force) — американський бойовик 1973 року, режисера Теда Поста, з Клінтом Іствудом у головній ролі. Другий фільм із серії про поліцейського «Брудного Гаррі».

## Сюжет
Таємнича хвиля вбивств потрясла весь злочинний світ. Один за іншим гинуть кримінальні авторитети, які уникли судового покарання. Розслідування веде Гаррі Каллаган. Але злочинцями виявляються зовсім не ті люди, з якими зазвичай «розбирається» Гаррі.

## У ролях
| Актор              | Роль             |
| ------------------ | ---------------- |
| Клінт Іствуд       | Гаррі Каллаган   |
| Гел Голбрук        | лейтенант Бріггс |
| Мітч Райан         | Маккой           |
| Девід Соул         | Девіс            |
| Тім Метісон        | Світ             |
| Кіп Нівен          | Астрахан         |
| Роберт Уріх        | Граймс           |
| Фелтон Перрі       | Ерлі Сміт        |
| Моріс Аргент       | Нет Вайнштейн    |
| Маргарет Ейвері    | повія            |
| Річард Девон       | Рікка            |
| Тоні Джорджо       | Паланціо         |
| Джек Кослін        | Волтер           |
| Боб Марч           | Естебрук         |
| Боб МакКлерг       | водій            |
| Джон Мітчум        | Діджорджио       |
| Русс Моро          | водій Рікки      |
| Кліффорд А. Пеллоу | Гузман           |
| Альберт Попвелл    | сутенер          |
| Крістін Вайт       | Керол Маккой     |
| Аделе Йошіока      | Санні            |

## Знімальна група
- Режисер — Тед Пост
- Продюсер — Роберт Дейлі
- Сценарист — Джон Міліус, Гаррі Джуліан Фінк, Ріта М. Фінк, Майкл Чіміно
- Композитор — Лало Шифрін
- Оператор — Френк Стенлі
- Художник — Джек Т. Колліс, Джон Лемпхер
- Монтаж — Ферріс Вебстер